# Văleni (Neamț)
Pour les articles homonymes, voir Văleni.
Văleni est une commune roumaine du județ de Neamț, dans la région historique de Moldavie et dans la région de développement du Nord-Est.

## Géographie
La commune de Văleni est située dans le nord-est du județ, sur la rive gauche de la Moldova, à 25 km au nord-ouest de Roman et à 45 km au nord-est de Piatra Neamț, le chef-lieu du județ.
La municipalité est composée des quatre villages suivants (population en 1992) :
- David ;
- Moreni (311) ;
- Munteni (358) ;
- Văleni (825), siège de la municipalité.

## Histoire
La première mention écrite du village date de 1506.
La commune de Văleni est devenue autonome en 2004 après la séparation d'avec la commune de Botești.

## Politique
Le Conseil Municipal de Văleni compte 11 sièges de conseillers municipaux. À l'issue des élections municipales de juin 2008, Ionel Stoleru (PSD) a été élu maire de la commune.
| Parti                          | Nombre de conseillers |
| ------------------------------ | --------------------- |
| Parti social-démocrate (PSD)   | 8                     |
| Parti démocrate-libéral (PD-L) | 3                     |

## Démographie
On comptait en 2002 671 ménages et 682 logements.
| 2007  |
| ----- |
| 1 759 |

## Économie
L'économie de la commune repose sur l'agriculture et l'élevage. La commune dispose de 1 851 ha de terres arables, de 235 ha de pâturages, de 40 ha de vergers et de 1 048 ha de forêts.

## Lieux et monuments
- Văleni, église orthodoxe des Quarante Martyrs de 1519[6].

- Văleni, parc dendrologique (arboretum).